# Vadu Moldovei
Vadu Moldovei település Romániában, Moldvában, Suceava megyében.

## Fekvése
Az E85-ös út mellett, Falticséntől délkeletre fekvő település.

## Leírása
Vadu Moldoveinek a 2002 évi népszámláláskor 7291 lakosa volt, melyből 7291 román, 2 magyar, 2 német, 1 ukrán, 1 olasz és 1 cigány volt. Ebből 6558 ortodox, 4 római katolikus, 1 görögkatolikus és egyéb volt.
Vadu Moldovei községközpont, 7 település: Cămârzani, Ciumulești, Dumbrăvița, Ioneasa, Mesteceni, Movileni, Nigoteș tartozik hozzá.